# Sielen
Sielen ist eine ehemals selbstständige Gemeinde im nordhessischen Landkreis Kassel und heute Stadtteil der Stadt Trendelburg.

## Lage
Der Ort liegt am linken (westlichen) Ufer der Diemel zwischen der Warburger Börde im Westen und dem Reinhardswald im Osten. Das auf ansteigendem Gelände gelegene Dorf Sielen war bereits in vorgeschichtlicher Zeit besiedelt.
Sielen liegt 3,5 Kilometer südwestlich der Kernstadt von Trendelburg, 6 km nördlich von Hofgeismar, 18 km nördlich von Kassel, 17 km nordöstlich von Warburg und 37 km westlich von Göttingen.

## Geschichte

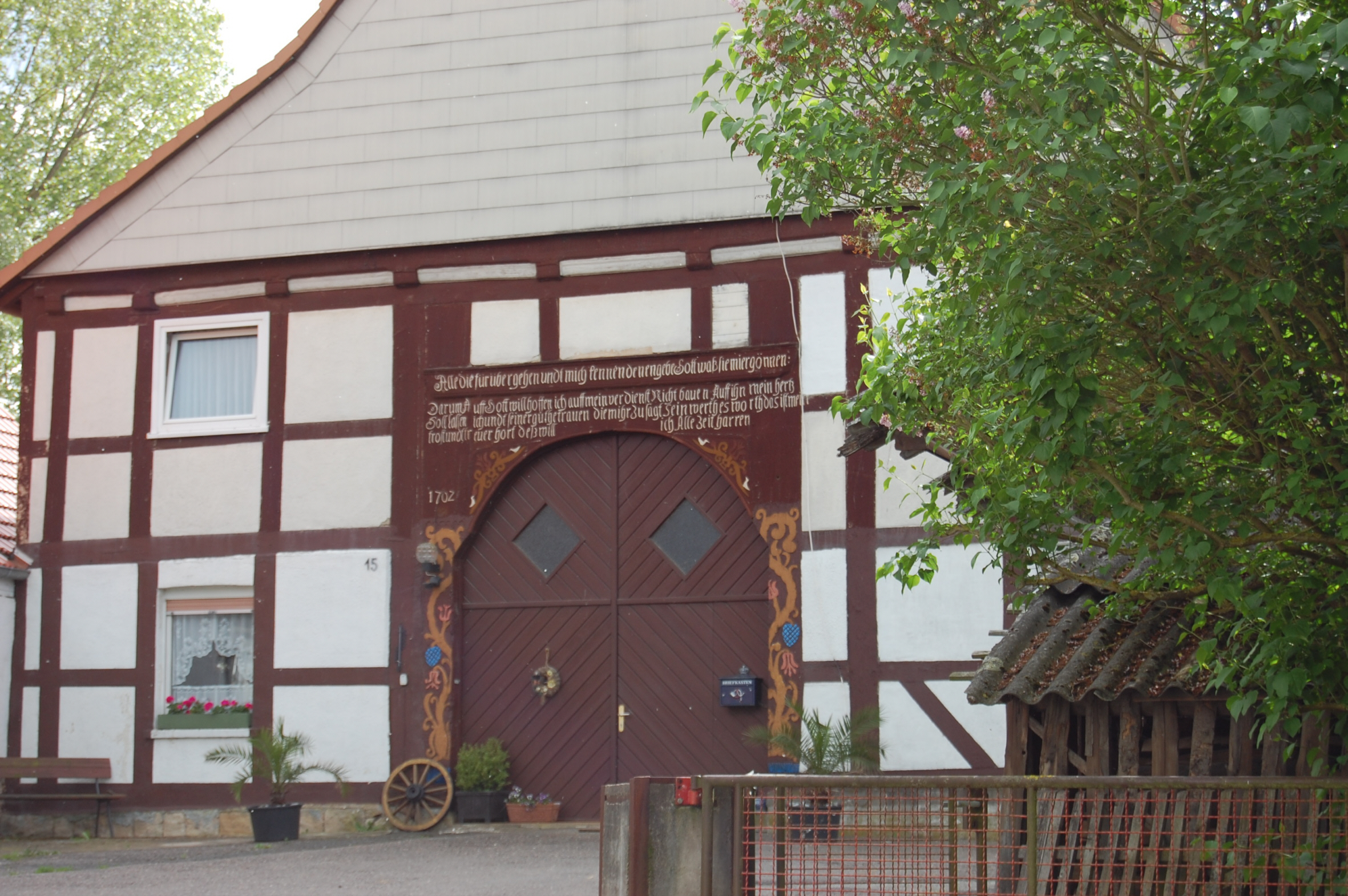
Historisches Sielener Fachwerk Längsdielenhaus Anno 1702

Fundstücke im Bereich des Dorfes bezeugen eine Jahrtausende zurückreichende Siedlungsgeschichte.
Als „Silihem“ wurde der Ort im Jahre 1015 urkundlich erwähnt, eine Kirche wurde im 12. Jahrhundert aufgeführt. Seit 1192 gehörte die Kirche von Sielen dem Kloster Helmarshausen. Zu Anfang des 13. Jahrhunderts gehörte Sielen den Braunschweigischen Welfen. Zeitweilig gehörte das Dorf zum Herrschaftsbereich der Edelherren von Eberschütz (später: von Schöneberg), bevor es im 15. Jahrhundert völlig in hessischen Besitz überging.
Nach der Zerstörung im Dreißigjährigen Krieg wurde das Dorf neu aufgebaut.
Haupterwerbszweig der Dorfbevölkerung im 18. und 19. Jahrhundert war neben der Landwirtschaft auch die Leineweberei. 17 Leineweber sollen im Jahre 1790 im Dorf gearbeitet haben.
Am 31. Dezember 1970 fusionierten im Zuge der Gebietsreform in Hessen die Gemeinde Sielen mit sechs weiteren bis dahin selbstständigen Gemeinden und der Kleinstadt Trendelburg zur erweiterten Stadt Trendelburg. Sie bilden die heutigen Stadtteile. Die Stadtverwaltung befindet sich in der Kernstadt Trendelburg.
Für die unter Denkmalschutz stehenden Kulturdenkmäler des Ortes siehe die Liste der Kulturdenkmäler in Sielen.

## Persönlichkeiten
- Brigitte Pulley-Grein (* 1945), Schriftstellerin und Lyrikerin